# Théâtre municipal (Denain)

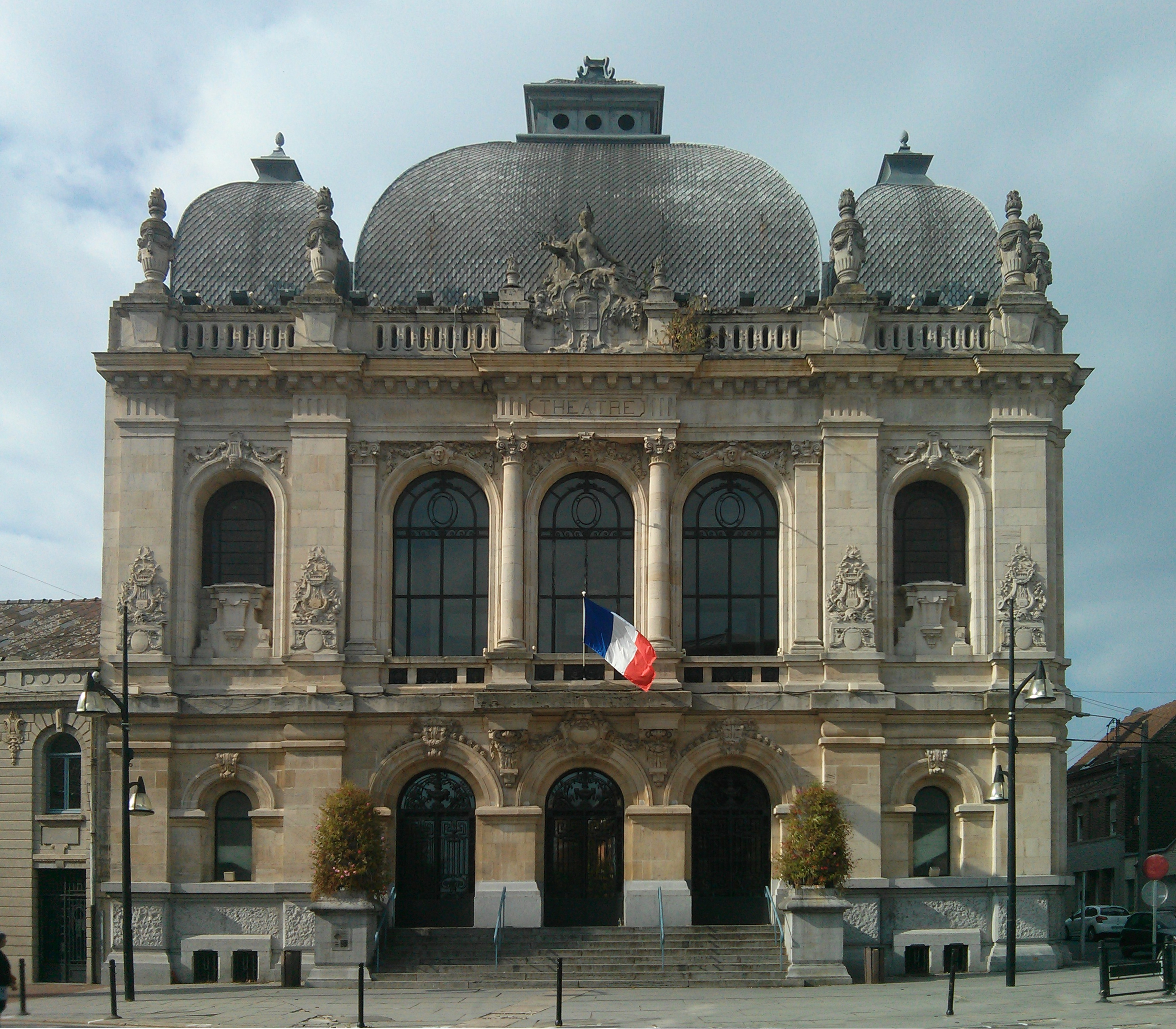
Théâtre municipal in Denain (2014)

Das Théâtre municipal ist ein Veranstaltungsgebäude in Denain, einer französischen Stadt im Département Nord der Region Hauts-de-France, das von 1901 bis 1912 errichtet wurde. Das Bauwerk an der Rue de Villars Nr. 147/149 wurde im Jahr 2000 als Monument historique in die Liste der Baudenkmäler in Frankreich aufgenommen.
Das Gebäude wurde vom Architekten M. Marquette entworfen und unter Leitung von Louis Six gebaut. Victor Lhomme aus Lille malte die Decke des Zuschauerraumes und des Foyers aus. Die Fenster des Treppenhauses und die Vergoldungen stammen von Pierre Turpin. Ein rückwärtiger Anbau wurde 1925 unter der Leitung des Architekten Trannoy errichtet.
Das Bauwerk wurde im Jahr 2018 renoviert.